# Vitaliano del Dente
Vitaliano Del Dente (Padua, ... – post. 1307) fue un político italiano, podestà de Vicenza en el 1304 y de Padua en el 1307.
Está emparentando tanto con el riquísimo Reginaldo degli Scrovegni, marido de su hermana, como con Bartolomeo I della Scala, su yerno. Con los Scaligeri tuvo algunos desacuerdos en política y por el patrimonio.
Es recordado por algunos contemporáneos como un hombre generoso y liberal, a pesar de eso fue identificado en él el "Vitaliano" que Dante Alighieri hace pronunciar con desprecio al componente de la familia Scrovegni en el Canto XVII del Infierno (v. 68) que anuncia la llegada de un próximo compañero de pena todavía no muerto (Vitaliano), que se sentará a la izquierda en el tercer giro del VII círculo infernal donde son castigados los usureros.
Dante, después de todo había sido huésped de los mismos scaligeros en Verona y probablemente ellos le habían podido dicho "malas voces" sobre la familia del Vitaliano. 
Algunos comentadores también indicaron como probable destinatario de la cita dantesca a un cierto Vitaliano di Jacopo Vitaliani, contemporáneo del poeta. 